# Emanuel Santos
Emanuel Jorge da Silva Santos (nascido em 20 de novembro de 1976) é um artista português da Madeira, Portugal. Em 2017, ficou famoso por uma escultura do jogador de futebol madeirense Cristiano Ronaldo, que foi amplamente ridicularizada pela média. O jornal inglês The Guardian comentou “de repente, este escultor tornou-se o artista mais famoso do mundo”.

## Vida pessoal
Emanuel Santos, 40 anos, concorreu às autárquicas pelo Partido Socialista e foi eleito para a Junta de Freguesia do Caniçal, com 47,19% (992 votos) contra 41,01% (862 votos) do PSD.
Emanuel Jorge da Silva Santos é casado, pai de um filho, trabalha no Aeroporto da Madeira, andou na Escola Básica e Secundária de Machico e vive na freguesia do Caniçal, concelho de Machico.

### Bustos de Cristiano Ronaldo
Santos criou dois bustos de Cristiano Ronaldo. Em 29 de março de 2017, o primeiro foi inaugurado no recém renomeado Aeroporto Cristiano Ronaldo, o principal aeroporto que serve a Madeira. A cerimónia de renomeação contou com a presença de Ronaldo, do presidente Marcelo Rebelo de Sousa, e do primeiro-ministro António Costa, entre outros convidados e centenas de adeptos. A escultura recebeu uma forte reação de veículos de notícias e nas redes sociais após a sua inauguração, com a maioria comentando sobre a falta de semelhança da obra com Ronaldo, e deveria ficar em exposição permanente do lado de fora da entrada do terminal do aeroporto. Em 2018, o Bleacher Report contratou Santos para criar um segundo busto de Ronaldo. A escultura original continuaria em exposição no aeroporto.